# V Poznański Batalion Etapowy
V Poznałski batalion etapowy – oddział wojsk wartowniczych i etapowych w okresie II Rzeczypospolitej pełniący między innymi służbę ochronną na granicy polsko-sowieckiej.

## Formowanie i zmiany organizacyjne
Formowanie batalionu rozpoczęto na przełomie 1918-1919. Rozkazem nr 10 000 mob. z 19 lipca 1920 Minister Spraw Wojskowych przemianował 1/VII batalion wartowniczy Poznański na V Poznański batalion etapowy.
Do batalionu wcielono żołnierzy starszych wiekiem i o słabszej kondycji fizycznej. Oficerowie i podoficerowie nie mieli większego doświadczenia bojowego. Batalion nie posiadał broni ciężkiej, a broń indywidualną żołnierzy stanowiły stare karabiny różnych wzorów z niewielką ilością amunicji
10 września batalion przebywał na koncentracji wojsk etapowych 6 Armii w Winnikach. Liczył wtedy w stanie żywionych 6 oficerów oraz 156 podoficerów i szeregowców, w stanie bojowym zaś 6 oficerów oraz 160 podoficerów i szeregowców(?).
W lutym 1921 bataliony etapowe przejęły ochronę granicy polsko-rosyjskiej. Początkowo pełniły ją na linii kordonowej, a w maju zostały przesunięte bezpośrednio na linię graniczną z zadaniem zamknięcia wszystkich dróg, przejść i mostów. 
W czerwcu 1921 w batalionie pełnili służbę między innymi: ppor. piech. Wiktor Kociałkowski z 68 pp, ppor. piech. Jan Antoni Sierosławski z 68 pp i ppor. lek. dr Mojżesz Rabach z Kompanii Zapasowej Sanitarnej Nr 7.
W 1921 bataliony etapowe ochraniające granicę przekształcono w bataliony celne.

## Dowódcy batalionu
- kpt. Marian Janicki[12]